# Lexus IS-F

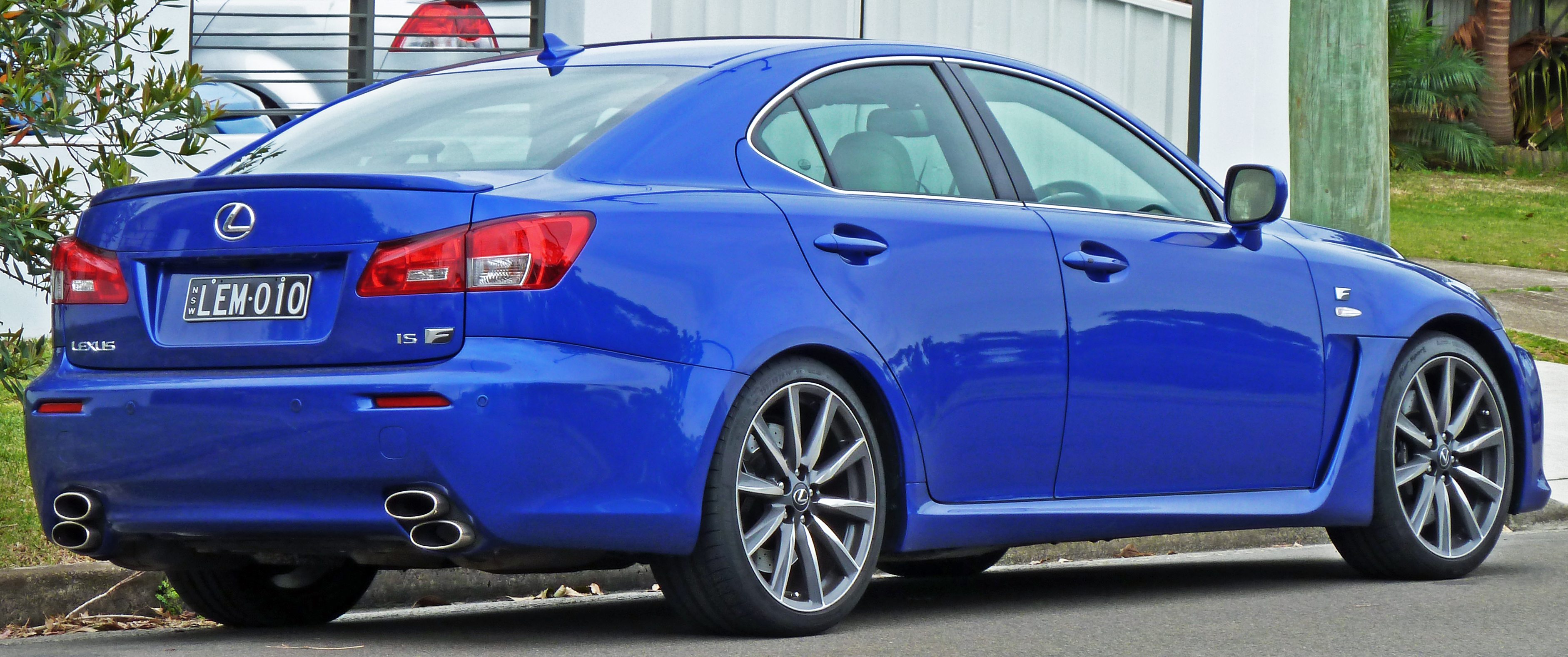
Heckansicht des IS-F

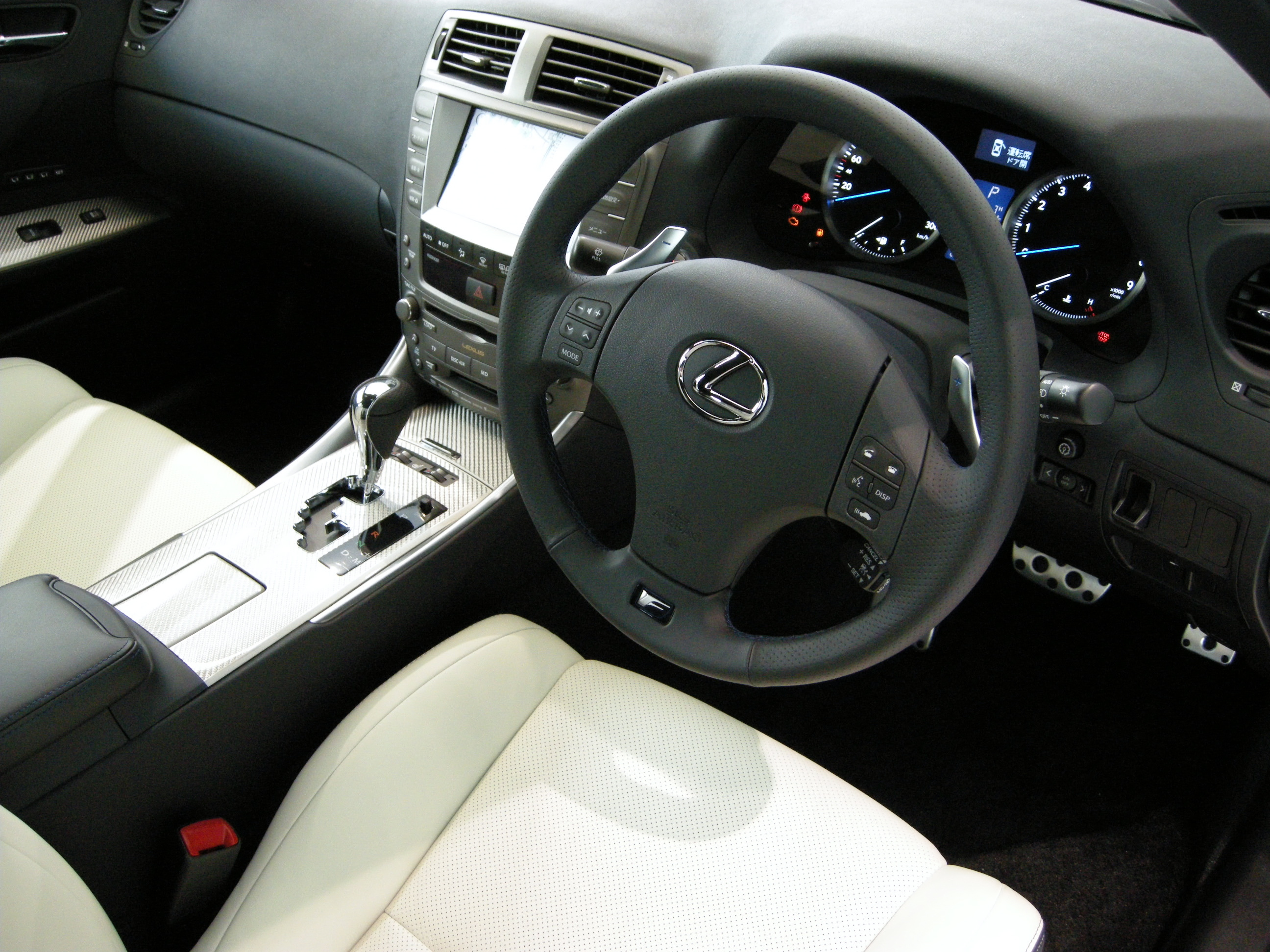
Vorderer Innenraum eines rechts gelenkten IS-F

Der Lexus IS-F ist eine Sportlimousine von Lexus. Der IS-F gehört der IS-Modellreihe an.
Der Zusatz F steht für die japanische Rennstrecke Fuji Speedway. Dort und am Nürburgring wurde der IS-F getestet und entwickelt. Der IS-F ist das erste Fahrzeug aus der F-Reihe von Lexus.
Der IS-F wurde Anfang 2008 in den USA zum Verkauf angeboten, in Europa begann der Vertrieb Mitte 2008. Der Hauptabsatzmarkt des IS-F ist Nordamerika.  Der IS-F wird nur in fast Vollausstattung (Extras: Adaptiver Tempomat, Schiebedach) an seine Käufer ausgeliefert und beinhaltet in Deutschland eine Garantiezeit von drei Jahren. Er wird in Japan hergestellt.

## Technik

### Motor
Angetrieben wird der IS-F von einem 5,0-Liter-V8-Ottomotor (2UR-GSE) mit 311 kW und 505 Nm Drehmoment. Der Zylinderbankwinkel beträgt 90°, Motorblock und Zylinderkopf bestehen aus Aluminium; die Zylinderbohrung beträgt 94 mm, der Hub 89,5 mm. Die Nockenwelle wird mit einer Kette angetrieben. Das Triebwerk arbeitet mit einer doppelten VVT-I- und VVT-iE-Nockenwellenverstellung. Die Einspritzung erfolgt zum einen direkt mit dem D-4S-System, über TCCS-Regelung, zum anderen über eine zusätzliche Saugrohreinspritzung, so dass bei Volllast 16 Einspritzdüsen aktiv sind.

### Getriebe
Technisch erwähnenswert ist für die Presse einstimmig das Achtgang-Wandlerautomatik-Direktschaltgetriebe im IS-F; in der Automatik-Stellung wechselt es die acht Gänge wie eine herkömmliche Wandlerautomatik. Im manuellen Modus, wenn der Fahrer über die Lenkradschaltwippen die Schaltaufforderung gibt, wird der Drehmomentwandler überbrückt und die Gänge direkt geschaltet. Der lang übersetzte achte Gang hält das Drehzahlniveau und damit den Reiseverbrauch niedrig.
Den Sprint von 0 auf 100 km/h schafft der IS-F im gewählten Sport-Modus in 4,6 Sekunden. Die elektronische Begrenzung für die Höchstgeschwindigkeit greift bei 270 km/h ein.

### Fahrwerk
Die 19-Zoll-Räder werden vorn an doppelten Querlenkern geführt, hinten hat der IS-F eine Mehrlenkerachse. Laut einigen Presseberichten fährt sich der IS-F komfortabel und sportlich zugleich.

## Technische Daten

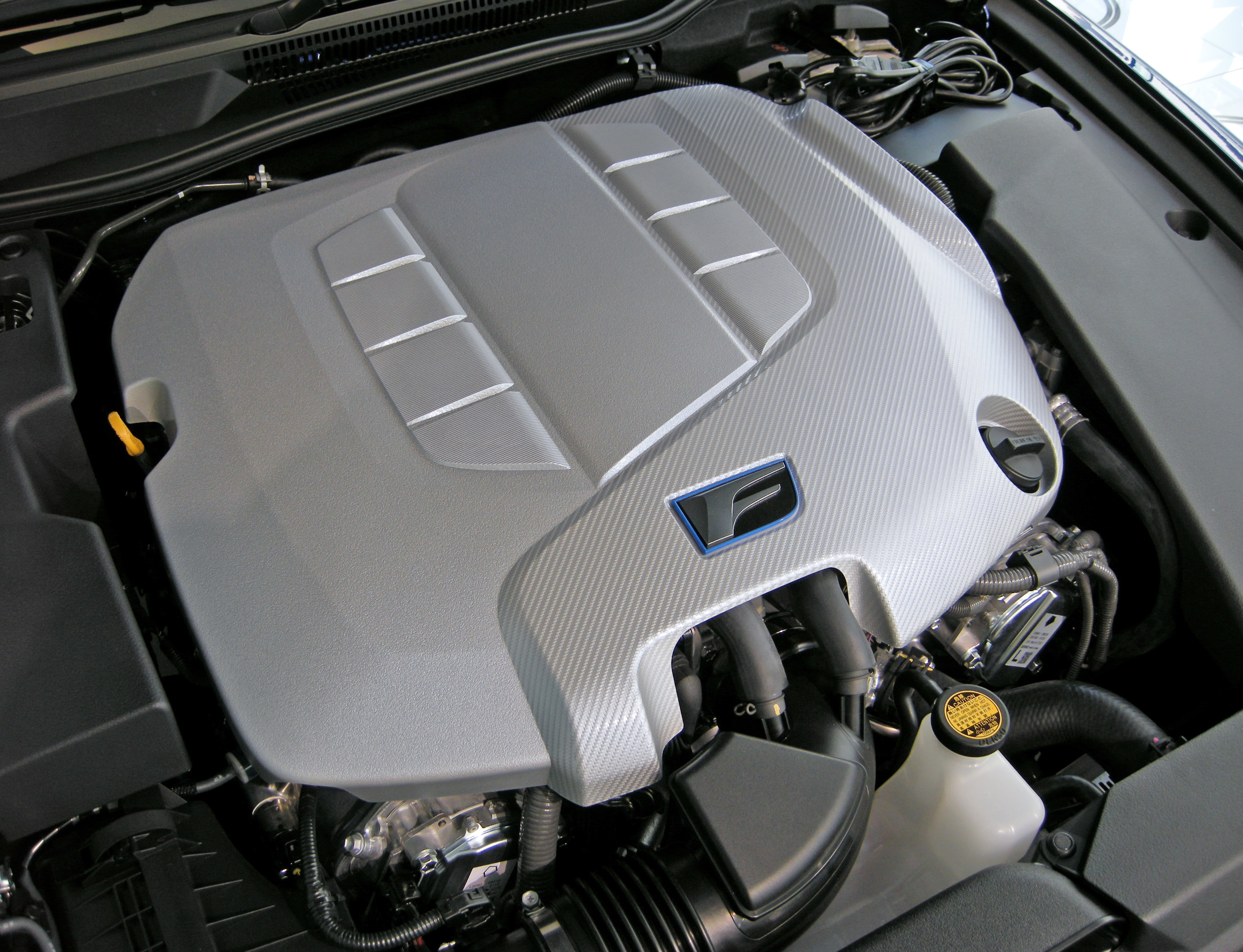
IS-F Motorraum (2007)

| Modell                                      | Lexus IS-F                           |
| ------------------------------------------- | ------------------------------------ |
| Motorart                                    | V8 Ottomotor, Zylinderbankwinkel 90° |
| Motorbezeichnung                            | 2UR-GSE                              |
| Einbaulage                                  | vorn längs                           |
| Ventile/Nockenwellen                        | 4 pro Zylinder/4                     |
| Hubraum                                     | 4969 cm³                             |
| Bohrung × Hub                               | 94,0 × 89,5 mm                       |
| max. Leistung                               | 311 kW (423 PS) bei 6600/min         |
| max. Drehmoment                             | 505 Nm bei 5200/min                  |
| Antrieb                                     | Hinterrad mit Sperrdifferential      |
| Getriebe                                    | 8-Gang-Automatik                     |
| Abmessungen                                 |                                      |
| Länge × Breite × Höhe                       | 4660 mm × 1815 mm × 1415 mm          |
| Radstand                                    | 2730 mm                              |
| Leergewicht                                 | 1717 kg                              |
| Zuladung                                    | 405 kg                               |
| Fahrleistungen                              |                                      |
| 0–100 km/h                                  | 5,1 s                                |
| 0–200                                       | 16,6 s                               |
| Viertelmeile                                | 13,4 s                               |
| 100–0 km/h (kalt)                           | 36,4 m                               |
| 100-0 (warm)                                | 35 m                                 |
| 200-0 (warm)                                | 135,9 m                              |
| Höchstgeschwindigkeit                       | 270 km/h (elektr. abgeregelt)        |
| Verbrauch                                   |                                      |
| Kraftstoffverbrauch kombiniert, in l/100 km | 11,4–11,6 Super                      |
| CO2 -Ausstoß                                | 266–270 g/km                         |
| Abgas-Norm                                  | Euro 5                               |
| Preis                                       |                                      |
| Grundpreis (Deutschland)                    | 69.600 € (2008)                      |

## Sonstiges
- Der IS-F wurde als Dienstwagen beim Formel-1-Team Toyota Racing eingesetzt, Timo Glock und Jarno Trulli fuhren bis zum Rückzug von Toyota aus der Formel 1 auch privat einen IS-F.[14]
- Akio Toyoda ist ein begeisterter Sportwagenfan und macht sich im Konzern für die Entwicklung des IS-F und des LF-A stark.[15]
- Yukihiko Yaguchi war federführend bei der Entwicklung des IS-F